# A sors csapdájában
A sors csapdájában (eredeti címe: Twist of Fate vagy Pursuit) egy kétrészes angol-amerikai-jugoszláv filmdráma. A filmet 1989-ben adták ki, a rendezője pedig az angol Ian Sharp volt. A film forgatókönyvét egy amerikai író, Robert L. Fish által írt Hajsza című regény alapján írták. A filmben a főszerepeket olyan színészek kapták, mint Ben Cross, Bruce Greenwood, Sarah Jessica Parker vagy Paul Freeman.
A történetben két fontos esemény is szerepel. Az elején még a második világháborúban vagyunk, a közepén pedig már Izrael megalakulásán van a hangsúly.

## Történet
|  | Alább a cselekmény részletei következnek! |

### Első rész
1944-ben járunk. A második világháború már a végéhez közeledik és ezt a németek is tudják. A Hitler-ellenes csoportok merényletet terveznek a Führer ellen. Egy kis szórakozóhelyen Von Schreaden SS-ezredes az egyik csoport tisztjével találkozik aki arra kéri, hogy készítsen egy bombát amivel Von Stauffenberg ezredes megöli a Führert. Elvállalja a munkát. Utána találkozik a sógorával aki szintén katonatiszt. Elmennek egy titkos összejövetelre amit az SS szervezett. Alapítottak egy csoportot, az Odessa-t amivel az SS tisztjeit akarják még a háború vége előtt kimenekíteni Németországból. Von Schreaden-t nem érdekli ez mivel már megvan a saját terve.
Áthelyezik a Treblinkai koncentrációs táborba. Mérnökként a krematóriumokat kell javítania. Itt találkozik először Mittendorf-al aki a tábor vezetője. A táborba érkezik dr. Schlossberg is, aki nem tudja, miért helyezték ide. Több éve foglalkozik arcplasztikázással. Schreaden egy beszélgetésre hívja a doktort. Elmondja neki, hogy ő helyeztette át ide mivel terve van vele. Kis időn belül új arcot fog kelleni csinálnia Von Schreaden-nek és utána zsidó rabként egy francia határ melletti táborba, Natzweiler-be kell őt küldenie mivel azt nemsokára már elfoglalják a szövetségesek. Fizetségként az ezredes bejuttatta Schlossberg-et az Odessa-ba és így a doktor is elmenekülhet. Az egyik este telefonon kapja a hírt, hogy a Führer-elleni merénylet nem sikerült és most mindenkit, aki benne volt keresnek. Gyorsan elmegy a doktorhoz és azt kéri, hogy azonnal kezdjen bele az operációba. Közben a táborban azt a hírt terjesztik el, hogy Von Schreaden tífuszban meghalt és egy holttestet is elégetnek akiről azt hiszik, hogy az ezredes. Schlossberg másnap reggelre befejezi az operációt.
Az ezredes új arcával együtt új nevet is kap, ami ezek után Benjamin Grossman. A zsidó rabokkal együtt felszáll egy vonatra ami a táborba megy. Viszont mielőtt elindul, jön a hír, hogy azt a tábort már felszabadították és így egy másik táborba, Belsen-be szállítják a rabokat. Ez a tábor messze van a határoktól és így még több hónap kell ahhoz, hogy ideérjenek a szövetségesek. Amint megérkeznek, ezt Grossman is észreveszi. Már az első napokban nagyon megutálja Grossmant az egyik kápó és nagyon megnehezíti az életét. Állandóan megalázza őt amit Grossman nem tud elviselni mivel még mindig azt hiszi, hogy ő egy ezredes és azt várja, hogy tisztelettel viselkedjenek vele szemben. A táborban megismerkedik Max Brodsky-val aki később a legjobb barátja lesz. Segítenek egymásnak mindenben. Végül az egyik este Grossman megöli a kápót. Elrejtik a holttestet. Reggelre azt veszik észre, hogy a táborból eltűntek a németek. Egyszercsak megjelenik a brit hadsereg és felszabadítják a rabokat. A következő napokban mindenkit kikérdeznek. Megtudják, hogy Grossman volt Treblinkában is ezért megkérdezik, hogy mit tud Von Schreaden ezredesről mivel nem hiszik, hogy tényleg meghalt. Itt tudja meg, hogy a Führer elleni merénylet után a Gestapo megölte a hugát és az unokaöccsét. Max az összes zsidóval a későbbi Izraelbe akarnak menni, hogy országot alapítsanak ott. Grossman viszont Svájcba akar menni, mert a családja ott tartotta mindig a vagyonukat. Mivel nem jutott el Svájcba, elmegy Brodsky-ékkal Izraelbe. Elsősorban mert beleszeretett Brodsky barátnőjébe, Deborah-ba. Végül eljutottak a még angol uralom alatt álló területre ahol az államot szeretnék megalapítani. Egyik este angol őrök, akik a partot őrizték rájuk támadnak. Mindenki elmenekül csupán Grossmant kapták el mivel rájuk lőtt. Ki akarják őt végezni de útközben Brodsky-ék kimenekítik Grossmant és elmenekülnek. Viszont előtte még véletlenül lelőnek egy angol őrt. Így felkerül az újságok címlapjára is. Az Odessa egyik csoportja Argentínában bujkál. Itt van Schlossberg és Mittendorf is. Schlossberg épp újságot olvas amikor észreveszi a hírt és felismeri Grossmant.

### Második rész
1948-ban járunk. A zsidók nagy része még mindig a tengerparton felállított kibucokban élnek. Itt van Ben Grossman és Deborah is. Max viszont Tel-Avivba költözik mivel a Moszad oda küldte őt. Azóta Ben és Deborah összejöttek, Max pedig elfogadta ezt. Félelemben élnek a zsidók mivel az arabok el akarják őket üldözni és ezért állandóan támadják őket. Hirtelen jön egy autó és hozzák a jó hírt, hogy végre megalakult Izrael. Kis idő múlva Max is eljön hozzájuk. Elhozza Ben-nek az izraeli útlevelét és megkéri, hogy valakivel menjen el Svájcba és vegyen fegyvereket az országnak. Ben beleegyezik és el is utazik Genfbe. Viszont ő nem fegyvereket vesz, hanem gépeket amikkel maguk gyárthatnak fegyvereket otthon. Ezután elmegy a bankba, ahol családja mindig is tartotta vagyonát, ahová már régen készült. Úgy tervezi, hogy felveszi a pénzt és nem megy vissza Izraelbe. Viszont a bankban megtudja, hogy azóta zárolták a család vagyonát és nem nyúlhat hozzá. A bankból egy kávézóba megy, ahol hirtelen megjelenik Dr. Schlossberg. Elmondja neki, hogy az Odessa tagjaival állandóan figyelték őt. Ezek után megjelenik Max. Amint elmondja Ben-nek, hogy Deborah terhes, Ben úgy dönt, hogy mégis hazamegy. Amint visszaér, feleségül is veszi Deborah-t.
25 évvel később Ben Grossman már az izraeli hadsereg legelismertebb tábornoka, Deborah az egyik kórház főorvosa és Max pedig a Moszad egy vezetője. Ben és a fia Daniel a tengerparton autózik. Daniel elmondja apjának, hogy Münchenbe megy dokumentumfilmet forgatni a háborús bűnösökről, a kisebb tisztekről. Miután fia elutazik, Ben is elutazik Buenos Aires-be üzleti ügyben. Miután elvégezte a dolgát Argentínában, haza akarna menni. De hirtelen megjelenik egy autó és fegyverrel kényszerítik, hogy szálljon be. Elviszik egy helyre, ahol Dr. Schlossberg és Mittendorf várják őt. Megfenyegetik őt a családjával és azt parancsolják, hogy kis időn belül hozzon nekik 8 kg dúsított uránt. El is engedik őt.
Eközben a fia Münchenben kutat a kisebb bűnösök után. Megismerkedik egy ott dolgozó lánnyal, Miriammal akivel együtt szedik össze az anyagot. Egyszercsak meglátja Von Schreaden ezredes képét és elkezd minden anyagot összegyűjteni róla. Nagyon furcsa neki, hogy mennyi minden egyezik az ezredes és az apja között és azt is észreveszi, hogy ő nagyon hasonlít az ezredesre. Az adatok átnézése után már biztos benne, hogy ez nem véletlen és az apja az ezredes.
Miután Ben hazatér mindent elmond Max-nak, kivéve, hogy mit kérnek tőle. Egyszercsak egy telefonhívás után megtudja, hogy Deborah-nak küldtek egy levélbombát ami felrobbant de a feleségének nem lett baja. Miután Daniel hazatér Miriam-mal, már a repülőtéren várja őket Max. Elmennek az irodába és mindent megmutat Max-nak is. Ő is rájön az igazságra de nem szól Ben-nek mert meg akarja tudni, hogy mit akarnak tőle. Ben elmegy a hadsereg egyik bázisához és elhozza az uránt. Másnap reggel már a háza előtt várja őt a megszokott autó egy ismeretlen sofőrrel. Beszáll és elmennek. Daniel követi őket, Max pedig a Moszad bázisáról figyeli őket. Az út egy részénél autót cserélnek mert a Moszad jeladót helyezett az autóba. Ez meg is zavarja az első csapatot akik követték őket. Viszont Daniel tovább követi őket. Max pedig a bázison kideríti, hogy hol is várják Ben-t. Helikopterrel utánuk megy. Ben és a sofőr egy kis kikötőhöz érnek. Már ott van Schlossberg és Mittendorf akik várják az uránt. Amint kiszállnak az autóból, Daniel is rájuk ront. Fegyvert fog rájuk és elmondja apjának, hogy tudja ki is ő valójában. Ben beismeri és megbeszéli fiával. Ezek után beszáll az Odessa hajójába. Elindulnak és útközben a Ben által készített detonátor beindítja a bombát ami felrobbantja a hajót. Mindenki meghal. Deborah-nak nem mondják el az igazságot és eltemetik a tábornokot.
|  | Itt a vége a cselekmény részletezésének! |

## Szereposztás
| Szerep                                          | Leírás                                                                                                   | Színész              | Magyar hangja (1. szinkron) |
| ----------------------------------------------- | --- | -------------------- | --------------------------- |
| Benjamin Grossman                               | az izraeli hadsereg tábornoka                                                                            | Ben Cross            | Csík Csaba Krisztián        |
| Helmuth Von Schreaden ezredes / Daniel Grossman | egykori SS-ezredes aki átoperáltatta magát Ben Grossmanná / Ben Grossman fia, aki rájön, ki volt az apja | Bruce Greenwood      | ?                           |
| Max Brodsky                                     | Ben barátja, a Moszad egyik vezetője                                                                     | John Glover          | Lux Ádám                    |
| Deborah                                         | főorvos, Ben Grossman felesége, Daniel anyja                                                             | Veronica Hamel       | Andresz Kati                |
| Wolf                                            | Ben barátja, az izraeli hadsereg tagja                                                                   | Nickolas Grace       | ?                           |
| Miriam                                          | Daniel barátnője és munkatársa                                                                           | Sarah Jessica Parker | ?                           |
| Dr. Schlossberg                                 | egykori náci orvos, aki átoperálta Von Schreaden-t                                                       | Ian Richardson       | ?                           |
| Mittendorf                                      | egykori SS-tiszt, az Odessa egyik vezetője                                                               | Paul Freeman         | ?                           |